# François Lagarde
Pour les articles homonymes, voir François Lagarde (photographe) et Lagarde.
François Lagarde est un homme politique français né le 13 avril 1763 à Cahors (Lot) et décédé le 12 février 1815 au même lieu.
Officier de marine au moment de la Révolution, il quitte la France et sert dans l'armée britannique. Il fait partie de l'armée vendéenne en 1793, il fait régulièrement la liaison avec l'Angleterre. Rentré en France sous le Directoire, il est élu député du Lot au Conseil des Cinq-Cents le 27 germinal an VII. Favorable au coup d'État du 18 brumaire, il est nommé maire de Cahors en 1800 et fait chevalier d'Empire en 1808.

## Sources
- « François Lagarde », dans Adolphe Robert et Gaston Cougny, Dictionnaire des parlementaires français, Edgar Bourloton, 1889-1891 [détail de l’édition]